# برينستون (تكساس)
برينستون (بالإنجليزية: Princeton)‏ هي مدينة أمريكية تقع في ولاية تكساس.تبلغ مساحة هذه المدينة 11.2 (كم²)،ويبلغ عدد سكانها 3477 نسمة حسب إحصاء سنة 2010 م. تشير إحصاءات سنة 2000م بان الكثافة السكانية في هذه المدينة تقدر بـ(309.4) نسمة/كم2.

## التركيبة السكانية
حدّد مكتب تعداد الولايات المتحدة بيانات التركيبة السكانية لبرينستون في تعداد الولايات المتحدة. في ما يلي، التركيبة السكانية حسب تعدادي 2000 و2010.

### تعداد عام 2000
بلغ عدد سكان برينستون 3,477 نسمة بحسب تعداد عام 2000، وبلغ عدد الأسر 1,238 أسرة وعدد العائلات 932 عائلة مقيمة في المدينة. في حين سجلت الكثافة السكانية 132.2 نسمة لكل كيلومتر مربع (342.4/ميل2). وبلغ عدد الوحدات السكنية 1,377 وحدة بمتوسط كثافة قدره 52.4 لكل كيلومتر مربع (135.7/ميل2).
وتوزع التركيب العرقي للمدينة بنسبة 90.94% من البيض و0.95% من الأمريكيين الأفارقة و0.98% من الأمريكيين الأصليين و0.29% من الأمريكيين ذوي الأصول الآسيوية و4.57% من الأعراق الأخرى و2.27% من عرقين مختلطين أو أكثر و10.90% من الهسبانيون أو اللاتينيون من أي عرق.
بلغ عدد الأسر 1,238 أسرة كانت نسبة 44.3% منها لديها أطفال تحت سن الثامنة عشر تعيش معهم، وبلغت نسبة الأزواج القاطنين مع بعضهم البعض 56.9% من أصل المجموع الكلي للأسر، ونسبة 13.6% من الأسر كان لديها معيلات من الإناث دون وجود شريك، بينما كانت نسبة 4.8% من الأسر لديها معيلون من الذكور دون وجود شريكة وكانت نسبة 24.7% من غير العائلات. تألفت نسبة 21.2% من أصل جميع الأسر من عدة أفراد يعيشون في نفس المنزل ونسبة 9.8% كانت تتألف من شخص يعيش بمفرده يبلغ من العمر 65 عاماً أو أكثر. وبلغ متوسط حجم الأسرة المعيشية 2.76، أما متوسط حجم العائلات فبلغ 3.19.
بلغ العمر الوسطي للسكان 32.3 عاماً. وكانت نسبة 29.6% من القاطنين تحت سن الثامنة عشر، وكانت نسبة 8.7% بين الثامنة عشر والرابعة والعشرين عاماً، ونسبة 31.8% كانت واقعةً في الفئة العمرية ما بين الخامسة والعشرين والرابعة والأربعين عاماً، ونسبة 19% كانت ما بين الخامسة والأربعين والرابعة والستين، ونسبة 9.3% كانت ضمن فئة الخامسة والستين عاماً فما فوق. يوجد لكل 100 أنثى 96.2 ذكر، ويوجد لكل 100 أنثى في الثامنة عشر من عمرها فما فوق 90.6 ذكر.
بلغ متوسط دخل الأسرة في المدينة 38,590 دولارًا، أما متوسط دخل العائلة فبلغ 45,948 دولارًا. وكان متوسط دخل الذكور 32,852 دولارًا مقابل 25,021 دولارًا للإناث. وسجل دخل الفرد الخاص بالمدينة 17,092 دولارًا. وكانت نسبة 6.6% من العائلات ونسبة 9.1% من السكان تحت خط الفقر، وكان من هؤلاء نسبة 9.9% تحت سن الثامنة عشر ونسبة 20.9% في الخامسة والستين من العمر وما فوق.

### تعداد عام 2010
بلغ عدد سكان برينستون 6,807 نسمة بحسب تعداد عام 2010، وبلغ عدد الأسر 2,288 أسرة وعدد العائلات 1,748 عائلة مقيمة في المدينة. في حين سجلت الكثافة السكانية 258.8 نسمة لكل كيلومتر مربع (670.3/ميل2). وبلغ عدد الوحدات السكنية 2,533 وحدة بمتوسط كثافة قدره 96.3 لكل كيلومتر مربع (249.4/ميل2).
وتوزع التركيب العرقي للمدينة بنسبة 78.30% من البيض و6.36% من الأمريكيين الأفارقة و0.72% من الأمريكيين الأصليين و1.20% من الأمريكيين ذوي الأصول الآسيوية و0.03% من سكان جزر المحيط الهادئ و10.71% من الأعراق الأخرى و2.67% من عرقين مختلطين أو أكثر و24.23% من الهسبانيون أو اللاتينيون من أي عرق.
بلغ عدد الأسر 2,288 أسرة كانت نسبة 48.8% منها لديها أطفال تحت سن الثامنة عشر تعيش معهم، وبلغت نسبة الأزواج القاطنين مع بعضهم البعض 56.9% من أصل المجموع الكلي للأسر، ونسبة 13.9% من الأسر كان لديها معيلات من الإناث دون وجود شريك، بينما كانت نسبة 5.7% من الأسر لديها معيلون من الذكور دون وجود شريكة وكانت نسبة 23.6% من غير العائلات. تألفت نسبة 19.4% من أصل جميع الأسر من عدة أفراد يعيشون في نفس المنزل ونسبة 7.9% كانت تتألف من شخص يعيش بمفرده يبلغ من العمر 65 عاماً أو أكثر. وبلغ متوسط حجم الأسرة المعيشية 2.98، أما متوسط حجم العائلات فبلغ 3.40.
بلغ العمر الوسطي للسكان 30.7 عاماً. وكانت نسبة 32% من القاطنين تحت سن الثامنة عشر، وكانت نسبة 7.9% بين الثامنة عشر والرابعة والعشرين عاماً، ونسبة 32.3% كانت واقعةً في الفئة العمرية ما بين الخامسة والعشرين والرابعة والأربعين عاماً، ونسبة 20.2% كانت ما بين الخامسة والأربعين والرابعة والستين، ونسبة 7.6% كانت ضمن فئة الخامسة والستين عاماً فما فوق. وتوزع التركيب الجنسي للسكان بنسبة 48.8% ذكور و51.2% إناث.

## أعلام
- ارين جي. هاردينغ
- ديف وليامز
- جاكي سوليفان